# وسلی راگلز
وسلی راگلز (انگلیسی: Wesley Ruggles؛ ‏ ۱۱ ژوئن ۱۸۸۹ – ۸ ژانویهٔ ۱۹۷۲) بازیگر، کارگردان و تهیه‌کننده فیلم اهل ایالات متحده آمریکا بود. وی بین سال‌های ۱۹۱۵ تا ۱۹۶۵ میلادی فعالیت می‌کرد.
از فیلم‌هایی که وی در آن‌ها نقش داشته است، می‌توان به یک دزد دریایی زیرآبی اشاره نمود.